# Cremisan
Koordinaten: 31° 43′ 36,1″ N, 35° 10′ 21,5″ O
Cremisan ist die Bezeichnung für eine Niederlassung der Salesianer Don Boscos in Palästina in Bethlehem.

## Geschichte
Das Kloster wurde 1883 auf der heutigen Grenze zwischen Jerusalem und Bait Dschala  auf den Ruinen eines byzantinischen Klosters aus dem 7. Jahrhundert errichtet. Die Einrichtungen wurden 1967 durch die damals jordanische Regierung anerkannt und durch das Erziehungsministerium registriert.
Von Anfang an wurde dort Wein angebaut, um aus dem Erlös der Weinkellerei die Projekte zu finanzieren: eine Berufsschule für CNC, Bäcker, Elektroniker und Elektromechaniker, technische Mechaniker und KfZ-Mechaniker, Schreiner und Holzverarbeiter und ein theologisches Seminar für Studenten aus allen Ländern der Welt. Die Berufsschule wird von über hundert jungen Leuten ganztags und einer ähnlich hohen Zahl als Abendschule besucht. 1986 kam eine Schule für interkonfessionelle und interreligiöse Arbeit hinzu, in der Jugendliche unabhängig von ihrer konfessionellen oder religiösen Zugehörigkeit eine Ausbildung erhalten.
Die zweite Intifada seit dem Herbst 2000 mit all ihren politischen Konsequenzen und vor allem mit der Abriegelung der besetzten Gebiete durch Israel hat den Projekten die wirtschaftliche Grundlage entzogen. Das Kloster liegt genau gegenüber der jüdischen Siedlung Gilo.
2006 beschloss Israel, den Sperrwall so um das Kloster zu bauen, dass es auf israelischer Seite liegt. Damit wäre es von Bethlehem, seinen Schülern, Arbeitern und Zulieferern abgeschnitten. Seit damals gibt es Protestveranstaltungen gegen dieses Vorhaben. Wegen der politischen Brisanz dieser Angelegenheit wurde die Mauer zunächst nicht gebaut. Im Januar 2011 beschloss das Verteidigungsministerium, die Mauer mitten durch das Klosterareal zu bauen, sodass das Frauenkloster mit den Schulen auf palästinensischer Seite bleibt, das Männerkloster mit dem Weinkeller aber auf die israelische kommt. Das entspricht zwar den wirtschaftlichen Interessen der einzelnen Bereiche, verlangt aber den Abriss zweier Gebäude und beansprucht Land innerhalb des Komplexes.
Im April 2015 entschied der Oberste Gerichtshof Israels, dass die Mauer nicht wie geplant gebaut werden darf. Das israelische Verteidigungsminister beschloss im August 2015, die Mauer dennoch wie geplant zu errichten, nur in der Nähe des Klosters soll eine „Lücke“ in der Mauer bleiben. Israel begann, für den Bau der Mauer Olivenbäume auf palästinensischem Land zu roden. Nikola Chamis, der Bürgermeister von Bait Dschala, sagte am 17. August: „Die Gegend hier ist ruhig, und es gibt keine Probleme. Heute haben sie 1500 Jahre alte Bäume entwurzelt. Ich verstehe nicht, wie sie wollen, dass wir hier in Frieden leben.“

## Weinanbau und Weinkellerei
Die Reben werden auf Hängen des Judäischen Berglands zwischen 600 und 930 m angebaut, aber nur 2 % der Weinproduktion (ca. 7000 hl pro Jahr) stammt von eigenen Trauben. Der Rest wird aus den Anbaugebieten Bait Dschala, Bet Schemesch und Hebron bezogen. Der Wein ist auch in Deutschland und Österreich erhältlich.